# Echemoides balsa
Espèce
Echemoides balsa est une espèce d'araignées aranéomorphes de la famille des Gnaphosidae.

## Distribution
Cette espèce est endémique de la province de Río Negro en Argentine,. Elle se rencontre dans le département de General Roca.

## Description
La femelle holotype mesure 8,28 mm.

## Étymologie
Son nom d'espèce lui a été donné en référence au lieu de sa découverte, Balsa.

## Publication originale
- Platnick & Shadab, 1979 : A revision of the Neotropical spider genus Echemoides, with notes on other echemines (Araneae, Gnaphosidae). American Museum Novitates, no 2669, p. 1-22 (texte intégral).